# ذو الزعنفة الصغرية
ذو الزعنفة الصِغُرِيَة (الاسم العلمي: Micropterus)، جنس من أسماك المياه العذبة من فصيلة أسماك الشمس ورتبة الفرخيات. وتعرف أنواعه باسم القاروص الأسود.
مواطنه الأصلية في شرق جبال روكي في أمريكا الشمالية، من حوض خليج هدسون في كندا إلى شمال شرق المكسيك. وأُدخل العديد من أنواعه، لا سيما قاروص ارجموث وقاروص صغير الفم، على نطاق واسع في جميع أنحاء العالم، وتعتبر الآن عالمية.